# Мейер, Луи (художник)
Йохан Хендрик Луи Мейер (нидерл. Louis Meijer; 9 марта 1809, Амстердам — 31 марта 1866, Утрехт) — голландский художник, гравёр, график, литограф, известный маринист.

## Биография

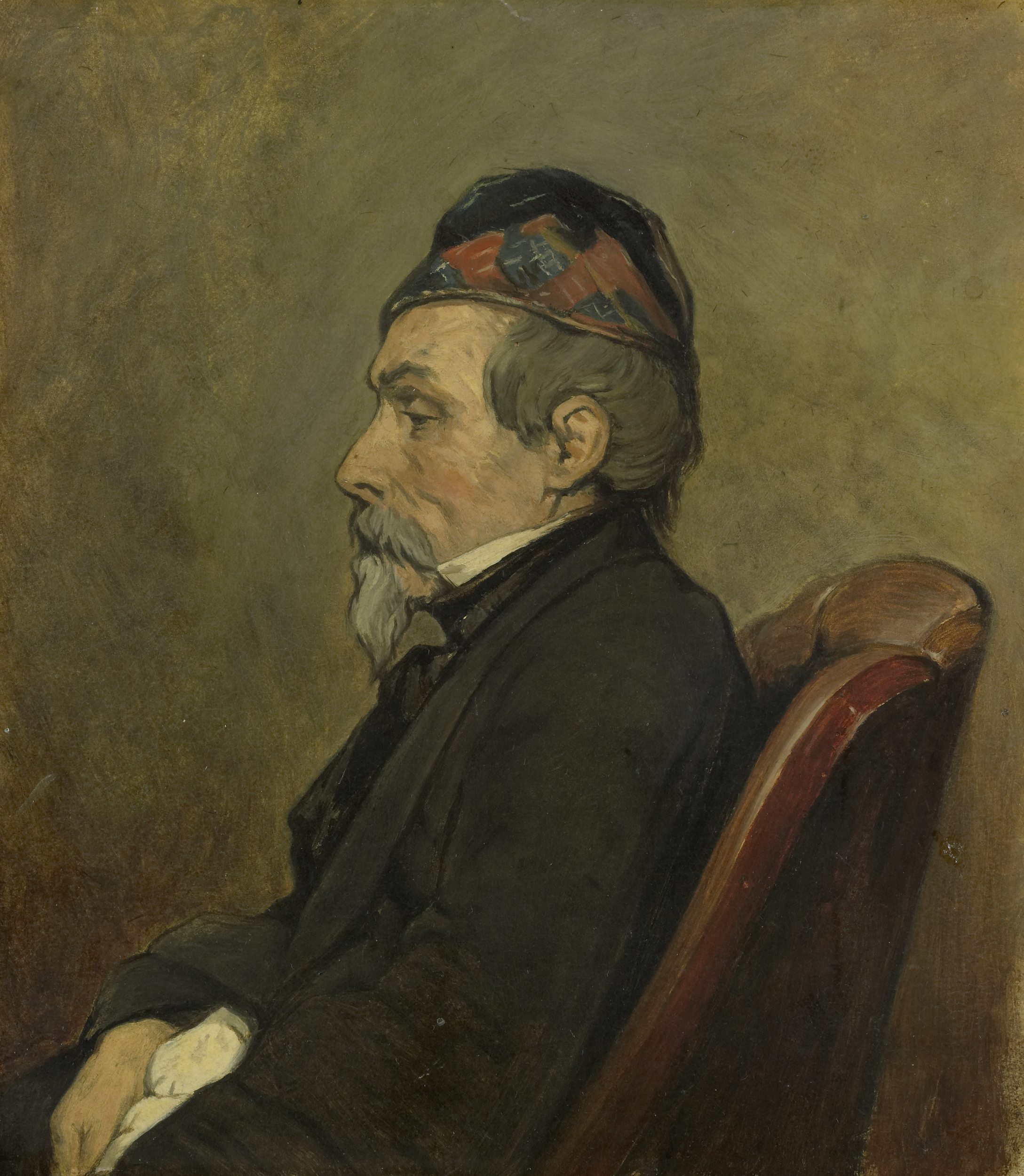
Портрет Луи Мейера кисти Я.Вейсенбруха

Родился в Голландском королевстве. Учился живописи у Джорджа Питера Вестенберга и Яна Виллема Пинемана.
Долгое время жил в Девентере, с 1841 года — в Париже, а затем поселился в Гааге. В числе учеников Л. Мейера с 1854 года был Марис Маттейс.

## Творчество
Создавал картины в стиле голландского романтизма, поскольку это направление доминировало в голландской живописи в первой половине XIX века. Мейер создал ряд пейзажей, в основном — морских. Автор полотен на исторические темы, офортов.

## Галерея

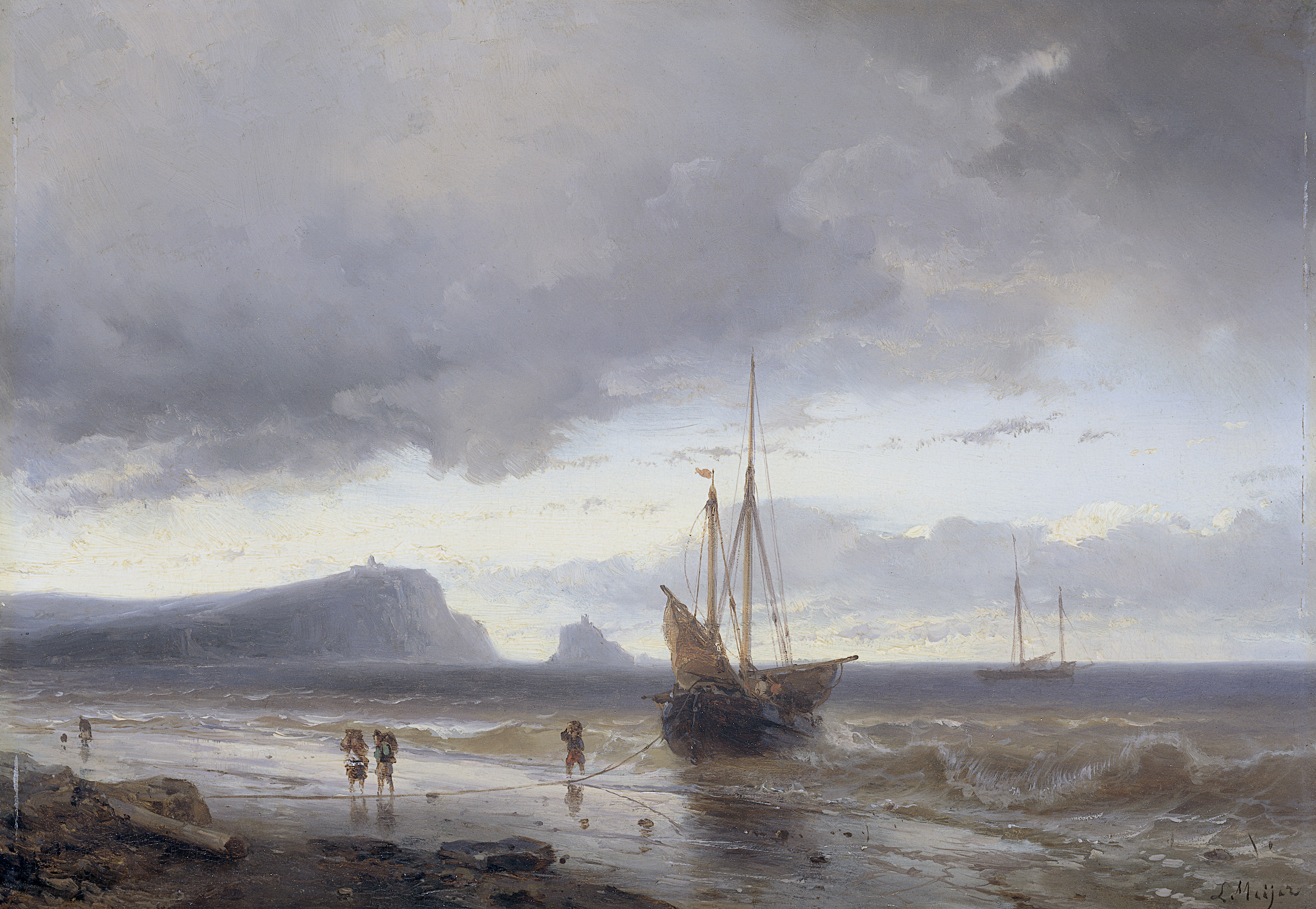
На побережье
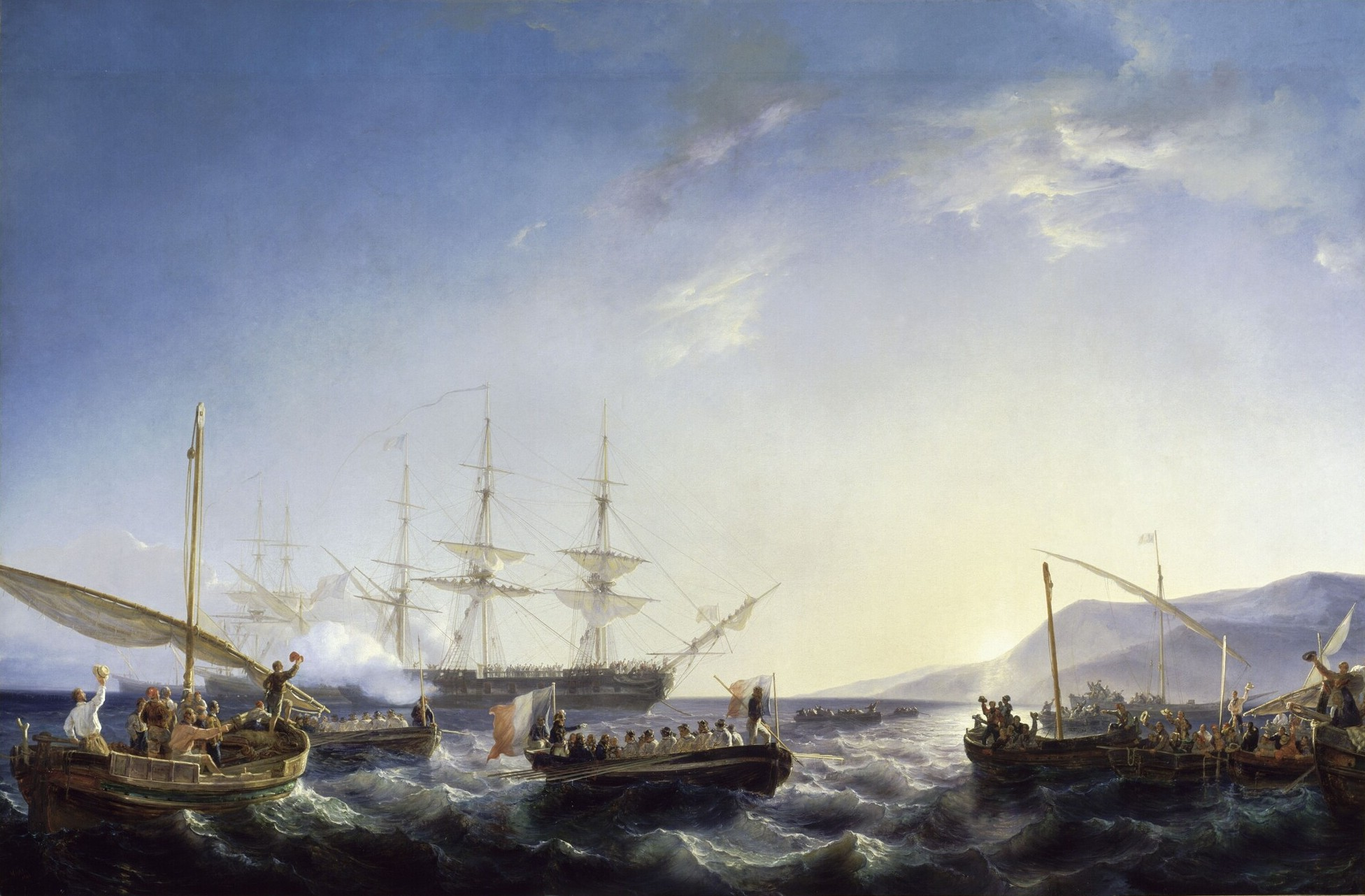
Прибытие во Францию Бонапарта после возвращения из Египта 9 октября 1799 года
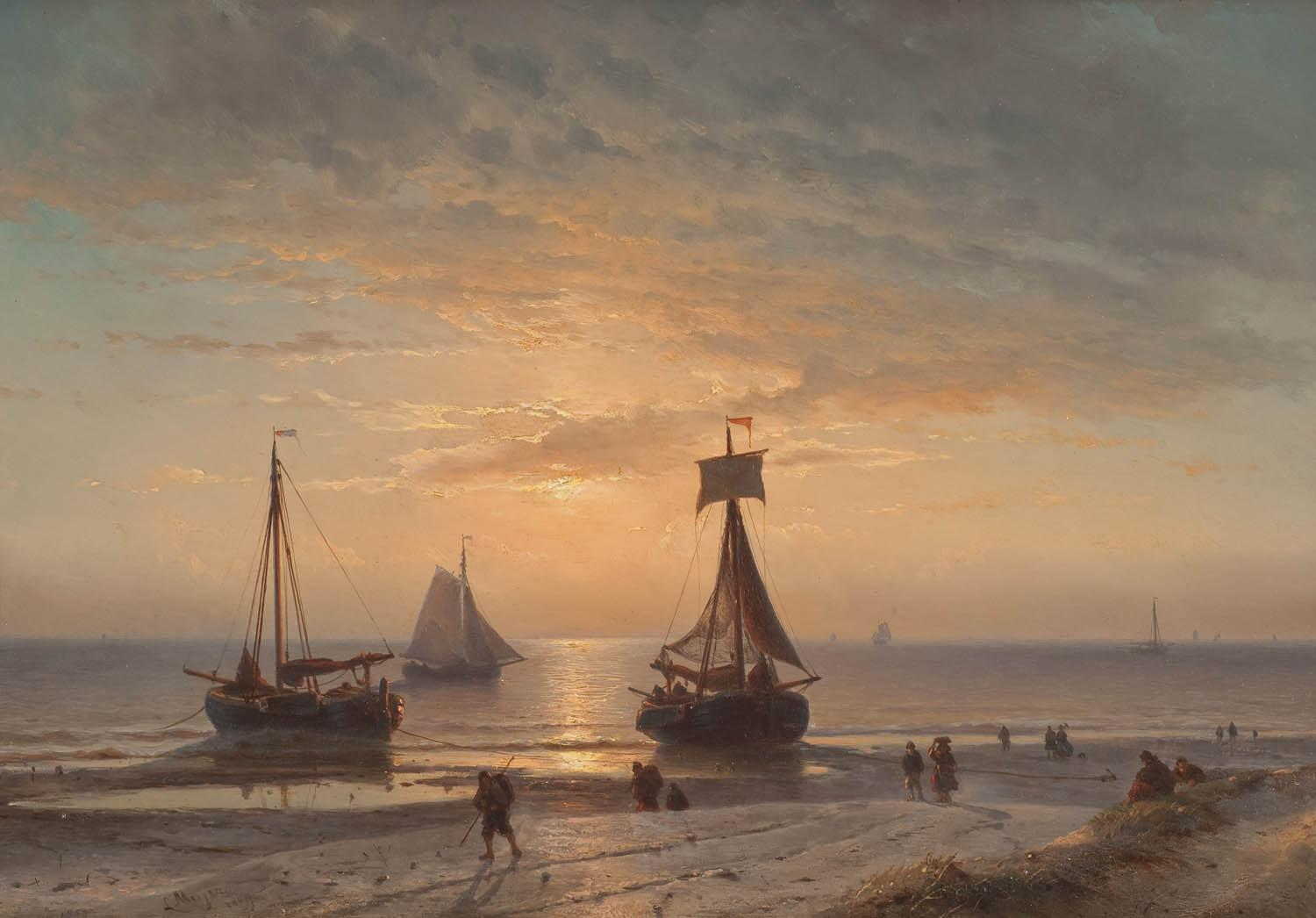
Морской пейзаж
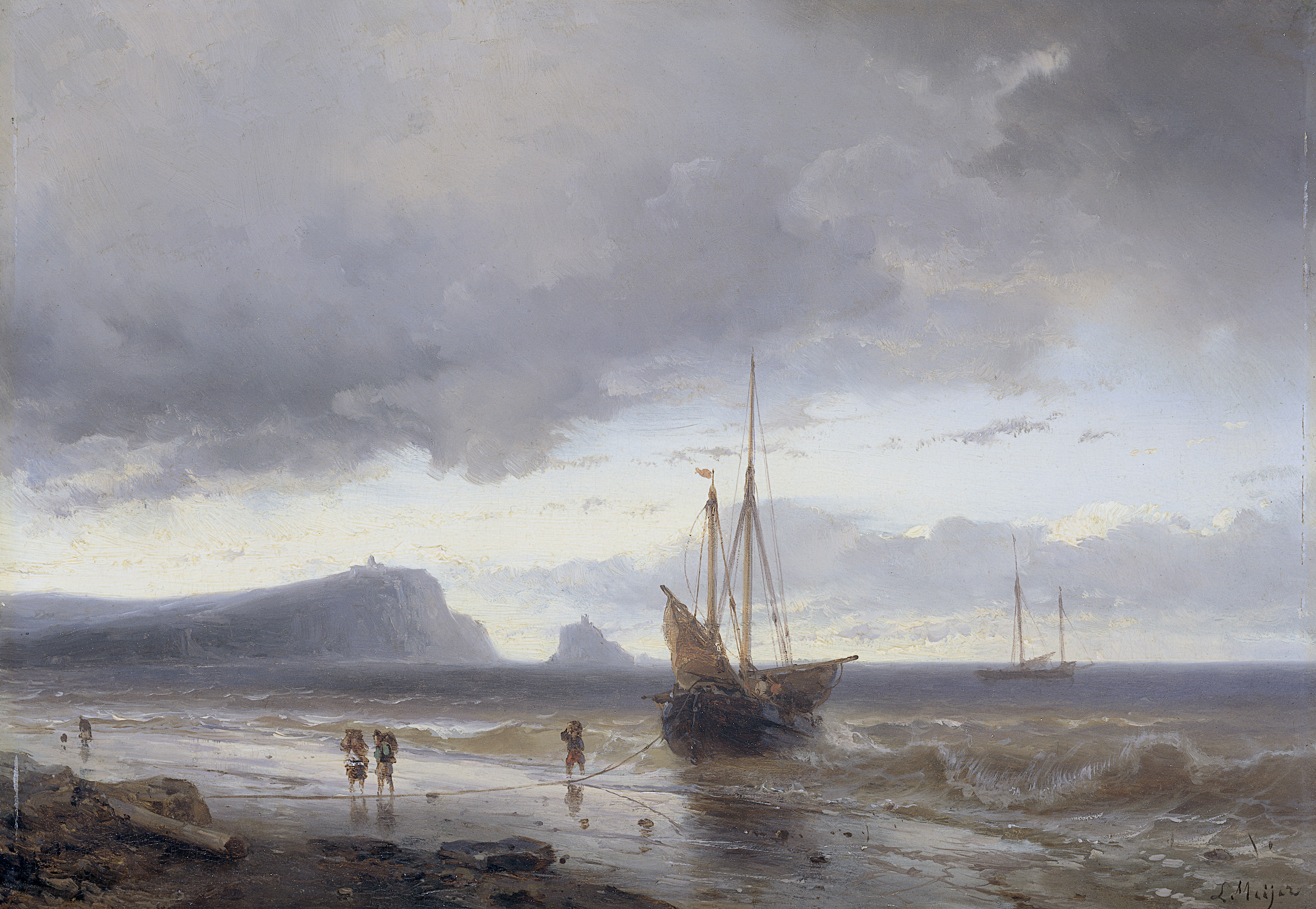
На берегу